# Mario Kart Live: Home Circuit
Mario Kart Live: Home Circuit – wyścigowa gra typu rzeczywistości mieszanej, będąca piętnastą odsłoną serii Mario Kart i opublikowana 16 października 2020 roku na Nintendo Switch. Home Circuit wykorzystuje fizyczne samochody sterowane radiowo, reagujące na to, jak gracz gra w grze. Gra została opublikowana z okazji 35-lecia serii Super Mario. Gra zebrała pozytywne recenzje.

## Odbiór gry
Metacritic oceniło grę na 75/100, wskazując na „ogólnie pozytywne” recenzje.
Mario Kart Live: Home Circuit sprzedało się w liczbie 73 tys. egzemplarzy w ciągu pierwszego tygodnia od premiery w Japonii, co czyni Home Circuit najlepiej sprzedającą się grą detaliczną tygodnia w kraju.